# Aleksandr Matrosow
Aleksandr Matwiejewicz Matrosow (ros. Александр Матвеевич Матросов, ukr. Олександр Матвійович Матросов, ur. 5 lutego 1924 w Jekaterynosławiu, zm. 27 lutego 1943 w Czernuszkach koło Pskowa) – żołnierz piechoty Armii Czerwonej, Bohater Związku Radzieckiego, który dokonał bohaterskiego czynu w walce o miejscowość Czernuszki, według radzieckiej propagandy zasłaniając własnym ciałem gniazdo karabinu maszynowego.

## Życiorys

### Dzieciństwo
Urodził się 5 lutego 1924 roku w Jekaterynosławiu, osierocony we wczesnym dzieciństwie wychowywał się w sierocińcach w rejonie Uljanowska. Według niektórych źródeł z narodowości był Baszkirem o nazwisku Szakirian Junusowicz Muchamedianow (baszk. Мөхәмәтйәнов Шакирйән Юныс улы), urodził się we wsi Kunakbajewo w Baszkirskiej ASRR, a nazwisko Matrosow przyjął po ucieczce z domu. Po ukończeniu siedmiu klas został asystentem nauczyciela w Ufie.

### Przebieg służby
We wrześniu 1942 roku wstąpił do szkoły piechoty w Krasnym Chołmie, a już w styczniu 1943 roku został wysłany na Front Kaliniński. Służył w 2. batalionie strzeleckim 91 Syberyjskiej Samodzielnej Brygady im. Józefa Stalina.

### Oficjalna wersja śmierci

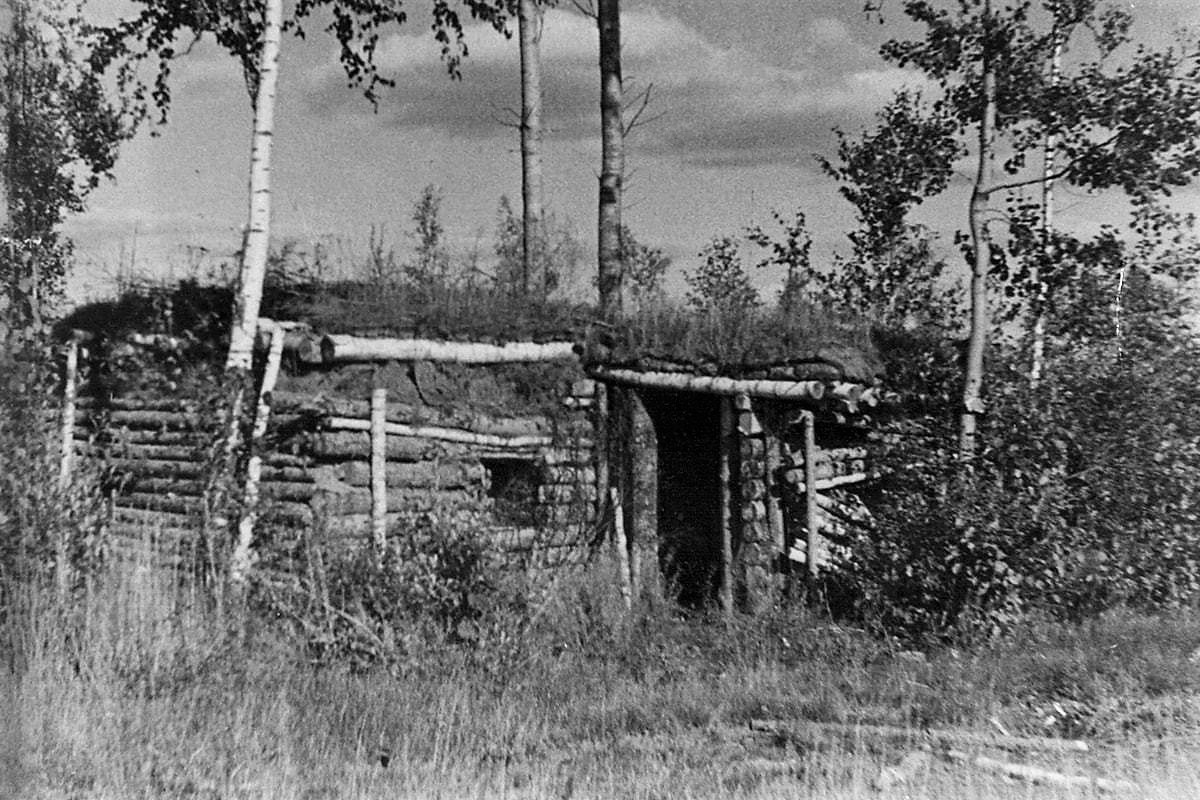
Niemiecki schron, którego otwór strzelniczy podobno zakrył swoim ciałem Aleksandr Matrosow, zdjęcie z 1 września 1944

Według oficjalnej wersji śmierci, 27 lutego 1943 roku jego batalion otrzymał rozkaz ataku na silny punkt oporu armii niemieckiej w okolicach wsi Czernuszki. Wieś otaczał las, po wyjściu na jego skraj okazało się, że dostęp do wsi jest niemożliwy, ponieważ bronią go trzy punkty strzeleckie. Dwa punkty oporu zostały łatwo zdławione, pozostał trzeci, najsilniejszy. Przed atakiem wysłano na zwiady Aleksandra Matrosowa i Piotra Ogurcowa, ale ten drugi został ciężko ranny. Powodzenie misji zależało więc tylko od Matrosowa, który postanowił samodzielnie zaatakować strzelców nieprzyjaciela. Zakradł się do okopów z drugiej strony i rzucił dwa granaty. Ostrzeliwujący przedpole wsi karabin maszynowy na chwilę zamilkł, po czym odezwał się ze zdwojoną siłą. Matrosow nie miał więcej granatów, dlatego postanowił rzucić się na lufę kaemu, przyjmując na swoje ciało serię pocisków. Moment przerwy w ostrzale spowodowany działaniem Matrosowa sprawił, że batalion przełamał opór wroga i pokonał przeciwnika, co pozwoliło kontynuować ofensywę.
Ciało Matrosowa zostało pochowane na cmentarzu wojennym w Wielkich Łukach.

## Legenda

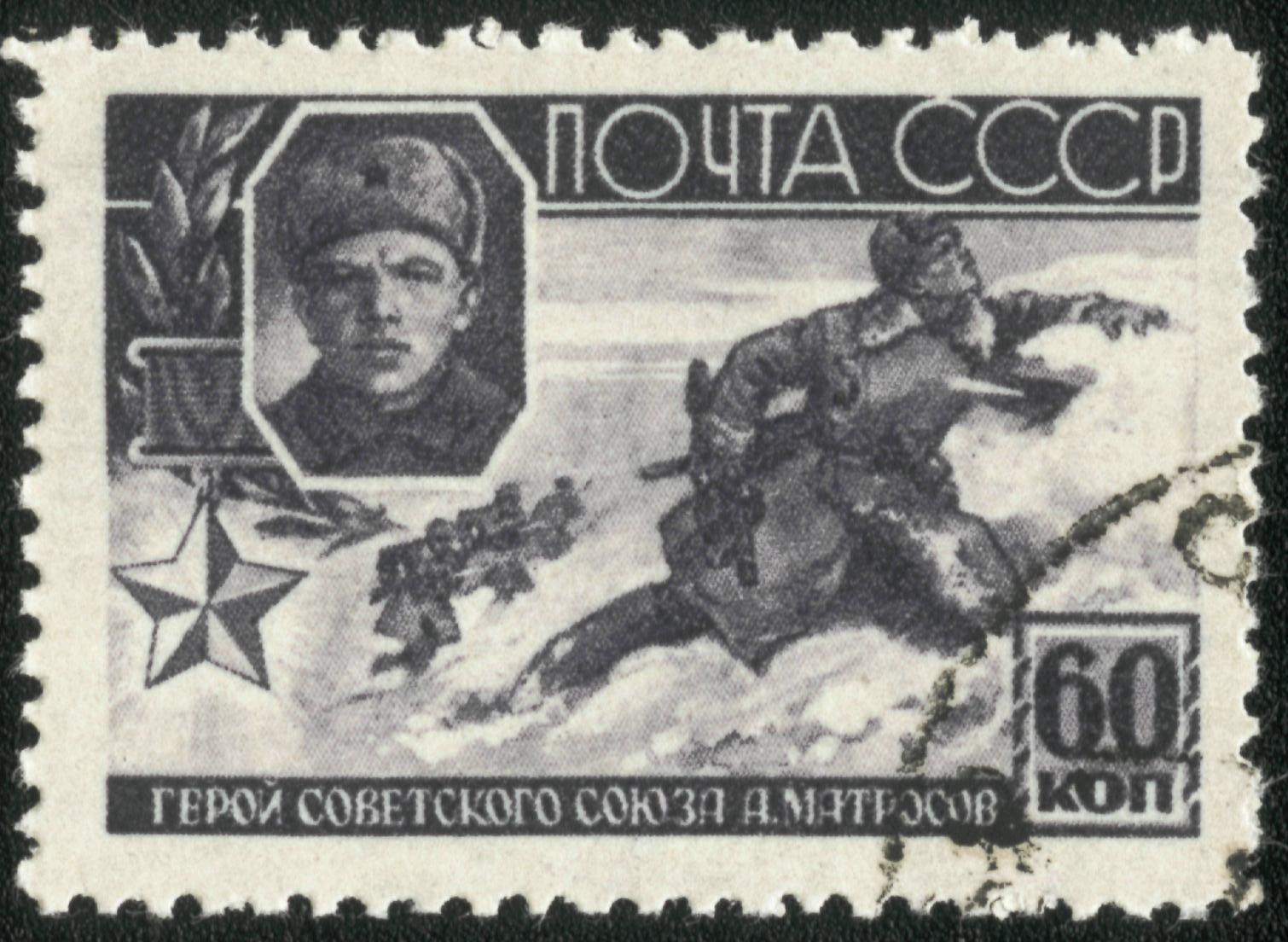
Aleksandr Matrosow na znaczku pocztowym z 1944

Pomnik Aleksandra Matrosowa w Wielkich Łukach

Domniemany bohaterski czyn Aleksandra Matrosowa stał się synonimem odwagi, męstwa i miłości do ojczyzny. 19 czerwca 1943 roku młody żołnierz otrzymał pośmiertnie Złotą Gwiazdę i tytuł Bohatera Związku Radzieckiego. Odznaczono go również Orderem Lenina, który wręczano automatyczne z powyższym tytułem.
Rosyjski historyk Borys Sokołow opisuje fenomen „matrosowców”, czyli żołnierzy, którzy po śmierci Matrosowa starali się na różne sposoby naśladować jego czyn, bądź też przypisywano im takie dążenia po śmierci: „Prawdopodobnie mamy do czynienia za swoistą rywalizacją jednostek i związków taktycznych, z których każdy uważał za punkt honoru mieć swojego Matrosowa. Zwłaszcza, że mechanizm włączania w szeregi «matrosowców» był bardzo prosty. Wystarczył do tego jakikolwiek oficer lub żołnierz, który poległ w pobliżu nieprzyjacielskiego umocnionego punktu ogniowego”.
Przynajmniej jeden żołnierz, Leonid Kondratiew, twierdził, że przeżył, powtarzając „czyn Matrosowa”. Bardzo podobną wersję śmierci przypisano Piotrowi Diernowowi, poległemu w 1945 roku na przedpolach Olsztyna. Zainspirowany legendą śmierci Matrosowa, podobnego czynu miał dokonać także Huang Jiguang, chiński „ochotnik” w wojnie koreańskiej.
W wielu miastach Rosji ulice i place noszą imię Matrosowa, wystawiono mu też liczne pomniki.

## Kwestionowanie oficjalnej wersji śmierci
Rosyjski pisarz-batalista i weteran II wojny światowej Wiaczesław Kondratiew w 1991 roku prawdopodobnie jako pierwszy zanegował oficjalną wersję śmierci Matrosowa i przedstawił swoją opinię na temat faktycznego przebiegu wydarzeń: 

Tak, Matrosow dokonał czynu bohaterskiego, jednak zupełnie innego niż ten opisany. Jeszcze podczas wojny, kiedy dowiedzieliśmy się o czynie Matrosowa, zastanawialiśmy się: po co rzucać się na otwór, skoro podkradł się tak blisko? Przecież można rzucić granat do szerokiego okna punktu ogniowego, otworzyć gęsty ogień z pistoletu maszynowego w prześwit okna i tym samym zmusić wrogi kaem do milczenia. Prawdopodobnie Sasza nie miał granatów, niewykluczone, że nie miał także pistoletu maszynowego: karna kompania, w której służył, była uzbrojona tylko w karabiny. Matrosow został zmuszony działać w inny sposób: obszedł punkt ogniowy, wdrapał się na niego i z góry próbował chwycić kaem za lufę, jednak żołnierze niemieccy ściągnęli go stamtąd i zastrzelili

 Następnie dwóch uczestników ostatniej bitwy Matrosowa potwierdziło, że widzieli go na dachu niemieckiego bunkra, przychylając się do opinii Kondratiewa.
Według innych relacji Matrosow nie zasłonił lufy karabinu maszynowego, lecz – będąc śmiertelnie ranny – padł u wylotu szybu wentylacyjnego bunkra. Załoga przerwała wówczas ogień, by usunąć zwłoki, co wykorzystali nacierający czerwonoarmiści i zmusili Niemców do odwrotu.

Obecnie oficjalna wersja śmierci Matrosowa jest powszechnie kwestionowana przez historyków, także rosyjskich. Sokołow wskazuje na to, że zasłonięcie lufy strzelającego karabinu maszynowego przez ludzkie ciało jest fizycznie niemożliwe: 

Nie da się zasłonić ludzkim ciałem szczeliny strzeleckiej. Nawet jeden pocisk z karabinu, jeśli trafi choćby w ramię, niechybnie zwala człowieka z nóg. Czołowa seria z karabinu maszynowego bez wątpienia odrzuci każde ciało ludzkie, nawet o dużej masie. Mit propagandowy nie może zanegować praw fizyki, jednak jest zdolny zmusić naród, aby na pewien czas o tych prawach zapomniał